# Chefarztpflicht
Die Chefarztpflicht dient in Österreich der Kontrolle verordneter Therapien nach gesundheitsökonomischen Gesichtspunkten. Hintergrund ist die Vielfalt am Markt erhältlicher Medikamente mit sehr unterschiedlichen Preisen. Es gebe teure Produkte, deren Wirksamkeit noch nicht ausreichend getestet sei, so die Argumentation der Krankenkassen, die auch zu bedenken geben, dass es für fast jede Erkrankung auch ein genehmigungsfreies preiswerteres Medikament gebe.
Krankenkassen wie Ärzte sind gesetzlich dazu verpflichtet, auf eine wirtschaftliche Verschreibweise zu achten.
Mit 1. Jänner 2005 traten in Österreich die vom Gesundheitsministerium auf ASVG-Basis verordneten Neuregelungen bezüglich der Arzneimittelverschreibungen in Kraft. Alle Medikamente wurden in neue Kategorien eingeteilt, chefärztliche Bewilligungen sollten von den niedergelassenen Ärzten per Fax eingereicht werden. Bei der Einteilung in das neue Boxensystem wurden rund 2.500 bisher erstattungsfähige Medikamente der sogenannten No-Box zugeordnet. Laut jüngster ASVG-Novelle heißt das, dass diese Medikamente „bei zwingend therapeutischen Gründen“, also in Ausnahmefällen verschrieben und auch erstattet werden können.
Die Einführung der Chefarztpflicht brachte zunächst ein organisatorisches Chaos mit sich. Deshalb einigten sich die Österreichische Ärztekammer und der Hauptverband der österreichischen Sozialversicherungsträger am 20. Jänner 2005 auf Änderungen bei der Chefarztpflicht: Die Ärzte müssen künftig zur Dokumentation der chefarztpflichtigen Medikamente kein eigenes Formular mehr ausfüllen, sie erfolgt in der (bereits vorhandenen) Patientenkartei des Arztes. Ein neuer Erstattungskodex löst das alte als unübersichtlich kritisierte „Heilmittelverzeichnis“ ab, in welchem lediglich frei verschreibbare Medikamente aufgelistet waren. Im Erstattungskodex sind die für Österreich zugelassenen und gesichert lieferbaren Arzneispezialitäten aufgenommen.
Laut einer jüngsten Umfrage des Linzer market-Instituts im Auftrag der Pharmig lehnt die Mehrheit der Österreicher die Chefarztpflicht kategorisch ab. Zwei Drittel der Ärzte wollen die Chefarztpflicht abgeschafft wissen, nur ein Drittel ist für die chefärztliche Kontrolle. Bei den österreichischen Patienten ist das Votum ähnlich: 40 Prozent unterstützen auf jeden Fall die Forderung, die Chefarztpflicht ersatzlos abzuschaffen, 36 Prozent sind eher dafür. Nur 14 Prozent sind eher dagegen und lediglich 9 Prozent wollen die Chefarztpflicht beibehalten. Wenig überraschend fällt auch das Urteil der Ärzte zur Chefarztpflicht neu aus: 54 Prozent der befragten Ärzte sehen die neue Regelung sehr negativ, 28 Prozent eher negativ.
Seit 1. Juli 2006 wird österreichweit eine notwendige chefärztliche Bewilligung für ein Medikament über das sogenannte elektronische ABS (= Arzneimittel-Bewilligungs-Service) eingeholt.